# Clun
Clun är en stad i Clun civil parish i kommunen Shropshire i England. Orten har 1 184 invånare (2011).